# 福島市市民会館
福島市市民会館（ふくしまししみんかいかん）とは福島県福島市霞町にある集会・研修施設。2025年（令和7年）1月10日をもって閉館することが決定している。

## 概要
1972年（昭和47年）1月21日に福島市市民福祉会館として開館した。福島県立福島商業高等学校跡地に建設された鉄筋コンクリート造地下1階、地上6階、塔屋3階建ての建物であり、内部は500人収容の第1ホール、120人収容の第2ホールを始め多数の研修室がある。利用申請は福島市民に限られている。1階西側には福島市敬老センターが併設されている。
2011年（平成23年）3月11日に発生した東日本大震災に伴う福島第一原発事故による空間放射線量の上昇のために、外遊びの機会が減った市内の子供のための屋内遊び場として、2012年（平成24年）9月29日に第1ホール内に砂場や遊具を備えた福島市さんどぱーくが設置された。この「さんどぱーく」については廃止され、2022年（令和4年）4月27日に代替施設として道の駅ふくしま内に「ももRabiキッズパーク」が整備された。
2025年（令和7年）1月10日で閉館し、（仮称）市民センターに機能を移転することになっている。

## 館内
1階
- 第1ホール（さんどパーク設置以降は使用休止となっている[7]）
  - 屋内遊び場サンドパーク
- 福島市敬老センター
  - 和室（5室）

2階
- 第2ホール
- 研修室（洋室1室、和室4室）

3階
- 研修室（洋室1室）
- 茶道室
- 華道室
- 料理教室

4階
- 研修室（洋室5室）
- 音楽室

5階
- 研修室（洋室3室）

6階
- 研修室（洋室3室、和室2室）

## 偕楽亭
福島市市民会館の敷地内には茶室と庭園からなる「偕楽亭」がある。
1908年（明治41年）に板倉神社の東の阿武隈川沿いに志賀マサが料亭「偕楽亭」を建設し経営を始めたが、1936年（昭和11年）に亡くなった際にその遺言で土地と建物が福島市に寄贈された。その後、福島県がこの土地を公園化（紅葉山公園）することになったため、福島市市民福祉会館（後の福島市市民会館）を新たに整備した際に敷地内に茶室と庭園を設け「偕楽亭」と名付けて名前を引き継いだ。庭園内には志賀マサの報徳碑や料亭時代からの柱も保存されている。

## アクセス
JR東日本・阿武隈急行・福島交通 福島駅より徒歩で約20分。
福島交通バス：ももりん循環1コースに乗車、「附属小前」バス停下車、徒歩で約1分。
駐車場が100台分確保されており、車での来場も可能。

## 周辺
- 福島大学附属小学校
- 福島県立橘高等学校
- 福島体育館
- 松韻学園福島高等学校
- 福島合同庁舎
  - 福島地方法務局
  - 福島労働基準監督署
- 桜の聖母短期大学・幼稚園
- 福島地方裁判所
- 福島市役所